# Warren Barguil
Warren Barguil (Hennebont, 28 de octubre de 1991) es un ciclista francés, profesional desde 2013 y miembro del equipo Team Picnic PostNL.

## Biografía

### Inicios y ciclismo amateur
Warren Barguil es el segundo hijo de Denis y Betty Barguil. Tiene una hermana mayor, Emeline, y un hermano menor, Brayann. Después de haber practicado varios deportes (fútbol, judo, gimnasia), siguió los pasos de su padre, que competía en ciclismo (primera categoría), mientras descubría el ciclismo BMX en el club Hennebont, con 7 años de edad. Después de seis años en esta disciplina, cambió al ciclismo de ruta y se unió al club de AC Lanester, un club bretón DN2 del cual su padre es miembro. En primer año de secundaria, ganó varias pruebas contrarreloj, incluido el título de campeón de Bretaña en la categoría. En 2009, logró muchas victorias, incluido el título de Campeón de Francia Júnior, que le valió una selección en el equipo francés de la categoría para el Tour de Istria y el fichaje por el equipo amateur AC Lanester 56.
En 2010, Barguil ya en aficionados, ganó el Premio de Saint-Laurent. En la selección nacional, participó en el Tour de Saboya cuando tenía solo 18 años. Además de su carrera deportiva, Barguil pasó a la educación superior y obtuvo un título de asistente de gestión de BTS PME-PMI. 
Sus actuaciones destacadas comenzaron en 2011 cuando defendiendo a la selección francesa sub-23 logró el 10.º lugar en el Tour de l'Ain. En septiembre, también con la selección de Francia, logró una etapa del Tour del Porvenir, carrera en la que finalizó 5.º. Desde agosto de 2011 tuvo la posibilidad de probarse en un equipo profesional, el Bretagne-Schuller, pero prefirió seguir en aficionados en 2012 para seguir acumulando experiencia, fichando por el CC Étupes.
En 2012 logró mejores resultados, ganó el Tour del Porvenir y fue 2.º en el Tour de Saboya y la París-Tours sub-23. Además fue 3.º en el Tour de Alsacia. A mediados de 2012 fue fichado por 2 temporadas por el equipo Argos-Shimano a partir de 2013, aunque se unió a las filas del equipo neerlandés ya en agosto como stagiaire.

### 2013: Debut profesional en Argos-Shimano
En octubre de 2011, cuando se unió a CC Etupes para la temporada 2012, anunció que había firmado un contrato profesional con Skil-Shimano para la temporada 2013. En 2013, se unió durante dos años al equipo que desde entonces se convirtió en Argos-Shimano. Reanudó la competición en la apertura del Gran Premio Ciclista la Marsellesa, obteniendo la 8.ª posición. Su inicio de temporada fue interrumpido por problemas de salud. Participó en agosto en su primera gran ronda durante la Vuelta a España, donde fue un corredor protegido por su equipo. El 6 de septiembre, a los 21 años, ganó su primera victoria de etapa en una gran vuelta al ganar la decimotercera etapa de la Vuelta con final en Castelldefels. Tres días después, volvió a imponerse en el final de la decimosexta etapa, en la llegada en alto a Aramón Formigal, en photo-finish con Rigoberto Urán. Luego fue seleccionado para la carrera en línea del campeonato mundial en Florencia, el primero para él. Barguil se vio obligado a retirarse después de una caída.

### 2014: Primer top-10 en grandes vueltas
En 2014, terminó noveno en la Volta a Cataluña, pero no fue seleccionado para el Tour de Francia, que había considerado el objetivo de su temporada. Decepcionado, atrajo el interés de otros equipos en ficharlo, pero rápidamente puso fin a los rumores de que "no cambiaría de equipo". Sin embargo, fue seleccionado para la Vuelta por su equipo, y declaró que "el objetivo es hacer un top 15 en general". Consiguió su primer top 10 en una gran vuelta con un octavo puesto, once minutos y cincuenta segundos por detrás del ganador Alberto Contador. Originalmente preseleccionado para la carrera en línea del campeonato del mundo, se encontró en la selección final y ocupó el decimonoveno puesto en la carrera. Su temporada terminó con un sexto puesto en la clasificación general final del Tour de Pekín.

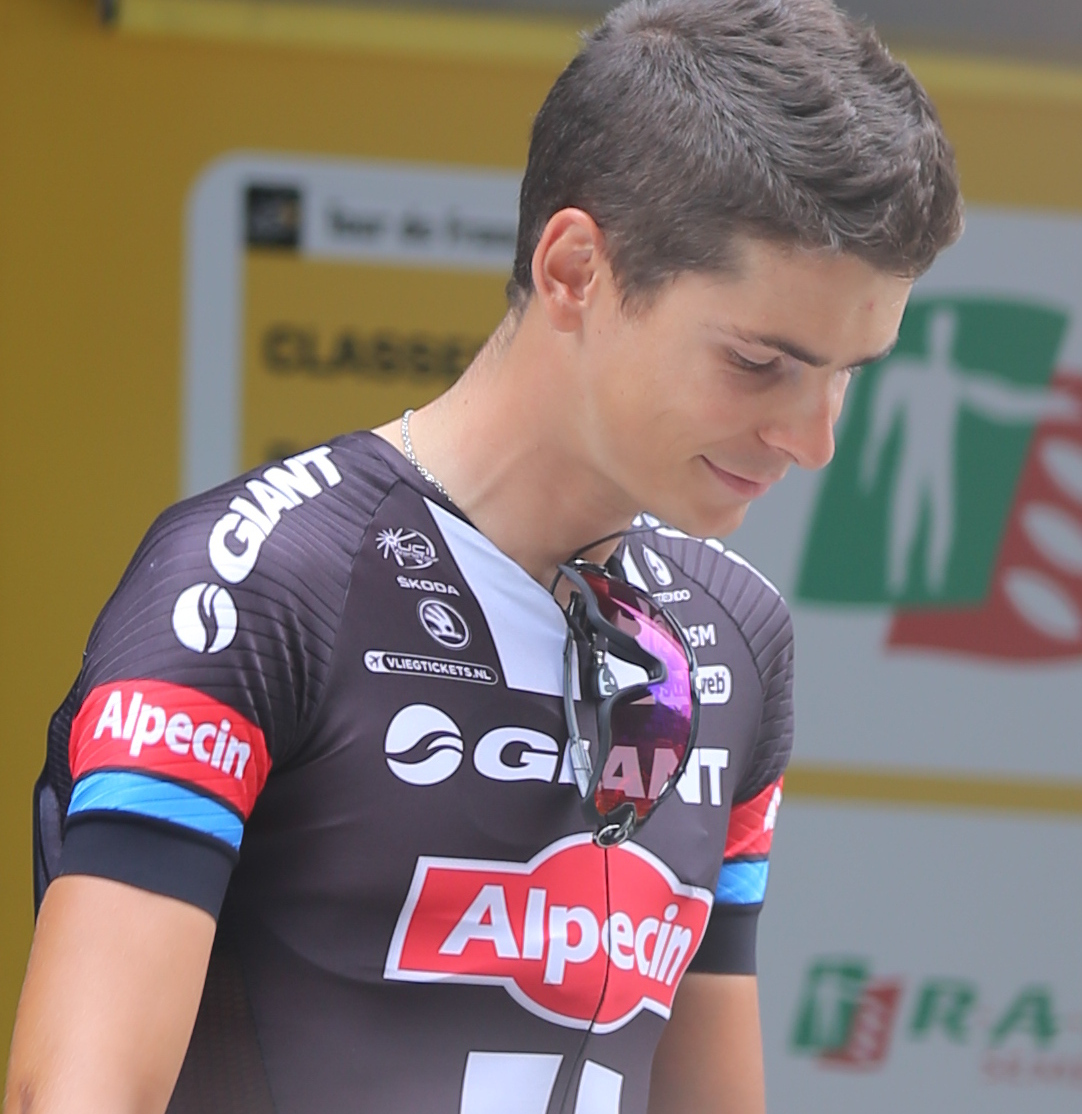
Warren Barguil durante la 8.ª etapa del Tour de Francia 2015.

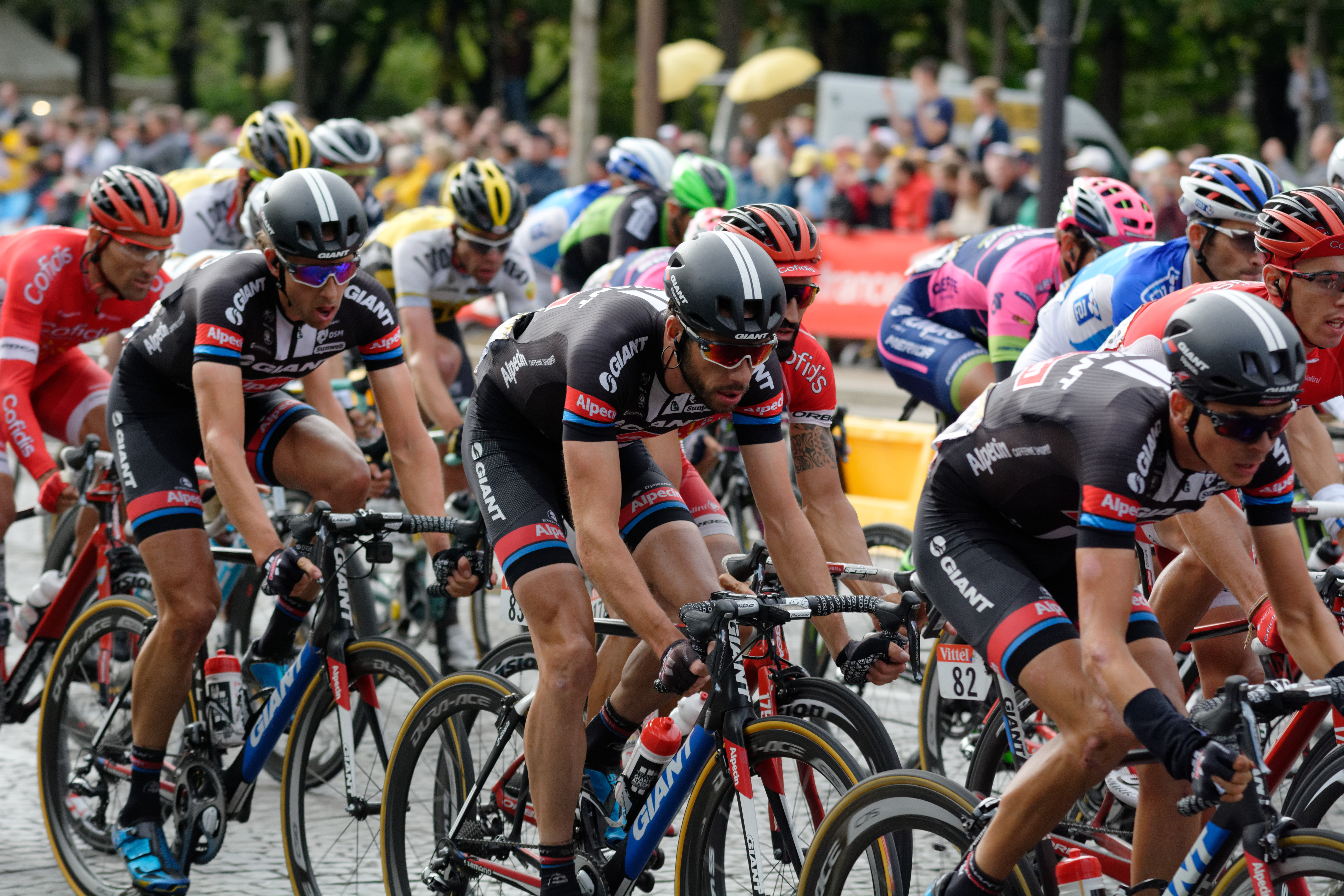
Warren Barguil en el Tour de Francia 2015.

### 2015: Primer Tour de Francia
En 2015, Barguil descubrió el Tour de Francia. Lo terminó en decimocuarto puesto. Sufrió una caída durante la décima etapa y declaró en 2016 que había terminado este Tour con una rótula rota. En octubre de 2015, se anunció la extensión del contrato de tres años de Barguil con Giant-Alpecin.

### 2016: Caída grave en España
El 23 de enero de 2016, durante una concentración con su equipo en España, él y cinco de sus compañeros de equipo fueron golpeados violentamente por un conductor inglés que conducía por el lado equivocado de la carretera. Barguil se vio afectado en la rodilla y sufrió una fractura de escafoides que requería cirugía. Para Barguil, esta lesión no puso en tela de juicio sus objetivos para la temporada: las clásicas de las Ardenas, el Tour de Francia, los Juegos Olímpicos y la Vuelta a España. 
Barguil reanudó el concurso en la Volta a Cataluña que comenzó el 21 de marzo. Durante la Vuelta a Suiza, tomó la delantera al final de la sexta etapa, que terminó en alto en Sölden, Austria. Barguil, así como Alexis Vuillermoz, Romain Bardet y Julian Alaphilippe constituyeron la selección francesa para la carrera en línea de los Juegos Olímpicos. Al final de la temporada terminó octavo en el Giro de Lombardía.

### 2017: Una temporada excepcional y un triste final
En 2017, debutó en la Vuelta a Andalucía con un discreto décimo segundo puesto en la clasificación general. Con esa misma discreción durante todos los parciales consiguió una 8.ª posición en París-Niza y una 16.ª posición en la Vuelta al País Vasco. Participó en las clásicas de las Ardenas con una destacable 6.ª posición final en la Flecha Valona. 
Su temporada de dirección ascendente quedó cortada por una fuerte caída en el Tour de Romandía, por ello se le hicieron difíciles las primeras etapas del Tour de Francia. En la octava etapa se metió en la escapada que tenía el final en Jura. Estuvo cerca de la victoria al día siguiente, durante la novena etapa entre Nantua y Chambéry, vencida por unos milímetros por Rigoberto Urán. Ese mismo día, sin embargo, acabó vistiendo el maillot del mejor escalador. Se tomó su revancha unos días después, el 14 de julio, día de la fiesta nacional, en la etapa 13 de 101 kilómetros entre Saint-Girons y Foix, donde después de haber aumentado su ventaja en la clasificación de la montaña, ganó en el sprint a Nairo Quintana, Alberto Contador y Mikel Landa. A menudo, en los ataques y escapadas de los siguientes días para mantener su maillot de lunares, durante la 18.ª etapa, dejó el grupo del maillot amarillo en el puerto final, el pase de Izoard, para alcanzar a la fuga, rebasarla y ganar en solitario, ganando la segunda etapa del Tour de Francia de su carrera, y definitivamente asegurando su maillot de lunares rojos. Después del Tour de Francia, Warren Barguil anunció que se uniría en la temporada 2018 al equipo bretón Fortuneo-Oscaro. Sin embargo, continuó su temporada bajo los colores del equipo de Sunweb con el que todavía estaba bajo contrato. Comenzó la Vuelta a España el 19 de agosto en Nîmes. Barguil iba como colíder del equipo Team Sunweb, teniendo como jefe de filas al neerlandés Wilco Kelderman. En la etapa Kelderman tuvo un pinchazo y el director técnico ordenó a Barguil que esperase a su compañero; sin embargo, el francés hizo caso omiso y no siguió la estrategia de su equipo.  Al terminar la etapa, el cuerpo técnico del Sunweb lo llamó a descargos, a lo cual Barguil adujo que él no se atenía a las normas del equipo y que seguiría sus intereses, puesto que se sentía bien para seguir. El equipo decidió entonces expulsar de la Vuelta al corredor por indisciplina y salir a la etapa octava con un hombre menos. Barguil fue parte de la selección francesa para la carrera en línea de los Campeonatos del Mundo en ruta de Bergen, carrera en la que ocupó el lugar 37º.

### 2018: Vuelta a correr en Francia con el Fortuneo-Samsic

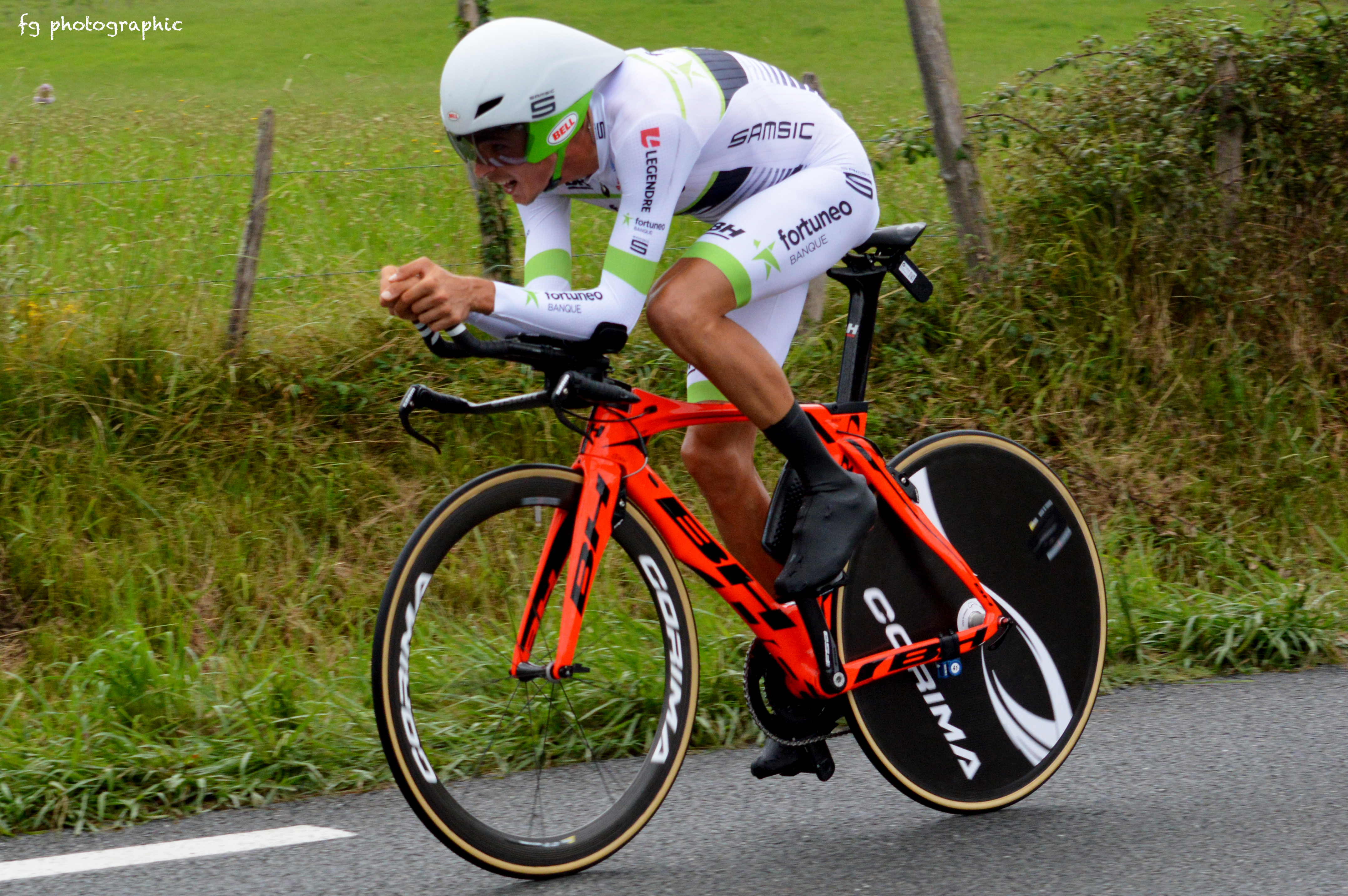
Warren Barguil durante la contrarreloj individual del Tour de Francia 2018.

En 2018, después de un comienzo infructuoso de la temporada con su nuevo equipo Fortuneo-Samsic, Warren Barguil llegó al Tour de Francia con el objetivo de ganar al menos una etapa. Intentó en vano durante la carrera meterse en las escapadas buenas, pero no obtuvo el mismo éxito que el año anterior. En septiembre, logró un importante podio en el Gran Premio de Valonia en vista de los Campeonatos del Mundo. Llamado a tener un rol de gregario de equipo por el entrenador Cyrille Guimard, no terminó la carrera en la que Romain Bardet ganó la medalla de plata.

### 2019: Campeón de Francia
Las primeras carreras de 2019 fueron delicadas, fue noveno en dos trofeos de la Challenge Mallorca y terminó en tercer lugar en el La Drôme Classic. Abandonó durante la segunda etapa de la París-Niza, debido a una fuerte caída que le provocó un esguince cervical. Esta lesión le distanció de la carretera durante tres semanas. Durante su periodo de recuperación, el 22 de marzo, Christian Prudhomme, director del Tour de Francia, anunció que el equipo Arkéa Samsic fue seleccionado para el Tour de Francia 2019. Reanudó la competición en la Volta a Cataluña, donde cayó de nuevo en la última etapa y se retiró de la carrera. Sufrió una fractura no desplazada del hueso ilíaco y se perdió la Lieja-Bastogne-Lieja. A finales de junio, puso fin a un largo período de dudas (sin resultados, lesiones, caídas) al convertirse en campeón de Francia en la carretera de La Haie-Fouassière. Él obtuvo la victoria en el sprint final, habiendo atacado varias veces en los últimos kilómetros que mostraron una excelente condición física. En una entrevista después de la prueba, dijo que casi dejó la bicicleta, pero esta victoria confirmó su elección tuvo que salir corriendo a un equipo continental. 
Consigue ser top-10 en el Tour de Francia, donde se deja ver en las etapas de montaña, aunque nunca logra escaparse del pelotón de favoritos.[cita requerida]

## Palmarés
2011
- 1 etapa del Tour del Porvenir

2012
- 1 etapa del Tour de Saboya
- Tour del Porvenir, más 1 etapa

2013
- 2 etapas de la Vuelta a España

2017
- 2 etapas del Tour de Francia, más clasificación de la montaña  y premio de la combatividad

2019
- Campeonato de Francia en Ruta

2021
- Tour de Limousin

2022
- 1 etapa de la Tirreno-Adriático
- Gran Premio Miguel Induráin

## Resultados en Grandes Vueltas y Campeonatos del Mundo
| Carrera         | Carrera         | 2013 | 2014 | 2015 | 2016 | 2017 | 2018 | 2019 | 2020 | 2021 | 2022 | 2023 | 2024 | 2025 |
| --------------- | --------------- | ---- | ---- | ---- | ---- | ---- | ---- | ---- | ---- | ---- | ---- | ---- | ---- | ---- |
|                 | Giro de Italia  | —    | —    | —    | —    | —    | —    | —    | —    | —    | —    | 17.º | —    | —    |
|                 | Tour de Francia | —    | —    | 14.º | 23.º | 10.º | 17.º | 10.º | 14.º | Ab.  | Ab.  | 22.º | 40.º | 23.º |
|                 | Vuelta a España | 38.º | 8.º  | —    | Ab.  | Ab.  | —    | —    | —    | —    | —    | —    | —    | —    |
| Mundial en Ruta | Mundial en Ruta | Ab.  | 19.º | —    | —    | 37.º | Ab.  | —    | —    | —    | —    | —    | —    | —    |

—: no participa

Ab.: abandono

## Equipos
- Bretagne-Schuller (2011)[7]
- Argos-Shimano (2012)[7]
- Argos/Giant/Sunweb (2013-2017)
  - Team Argos-Shimano (2013)
  - Team Giant-Shimano (2014)
  - Team Giant-Alpecin (2015-2016)
  - Team Sunweb (2017)
- Fortuneo/Arkéa (2018-2023)
  - Fortuneo-Samsic (2018)
  - Arkéa Samsic (2019-2023)
- DSM/Picnic (2024-)
  - Team dsm-firmenich PostNL (2024)
  - Team Picnic PostNL (2025-)